# آندروستندیون
آندروستِنِدیون (به انگلیسی: Androstenedione)، ۴-آندروستندیون (به انگلیسی: 4-androstenedione)یا دلتا۴-دیون (به انگلیسی: Δ4-dione) (با نام شیمیایی androst-4-ene-3,17-dione) یک استروئید آنابولیک است که اندوژن تستوسترون می‌باشد. مصرف این ترکیب از سوی سازمان جهانی مبارزه با دوپینگ ممنوع اعلام گردیده‌است.